# Сезар (кінопремія, 1987)

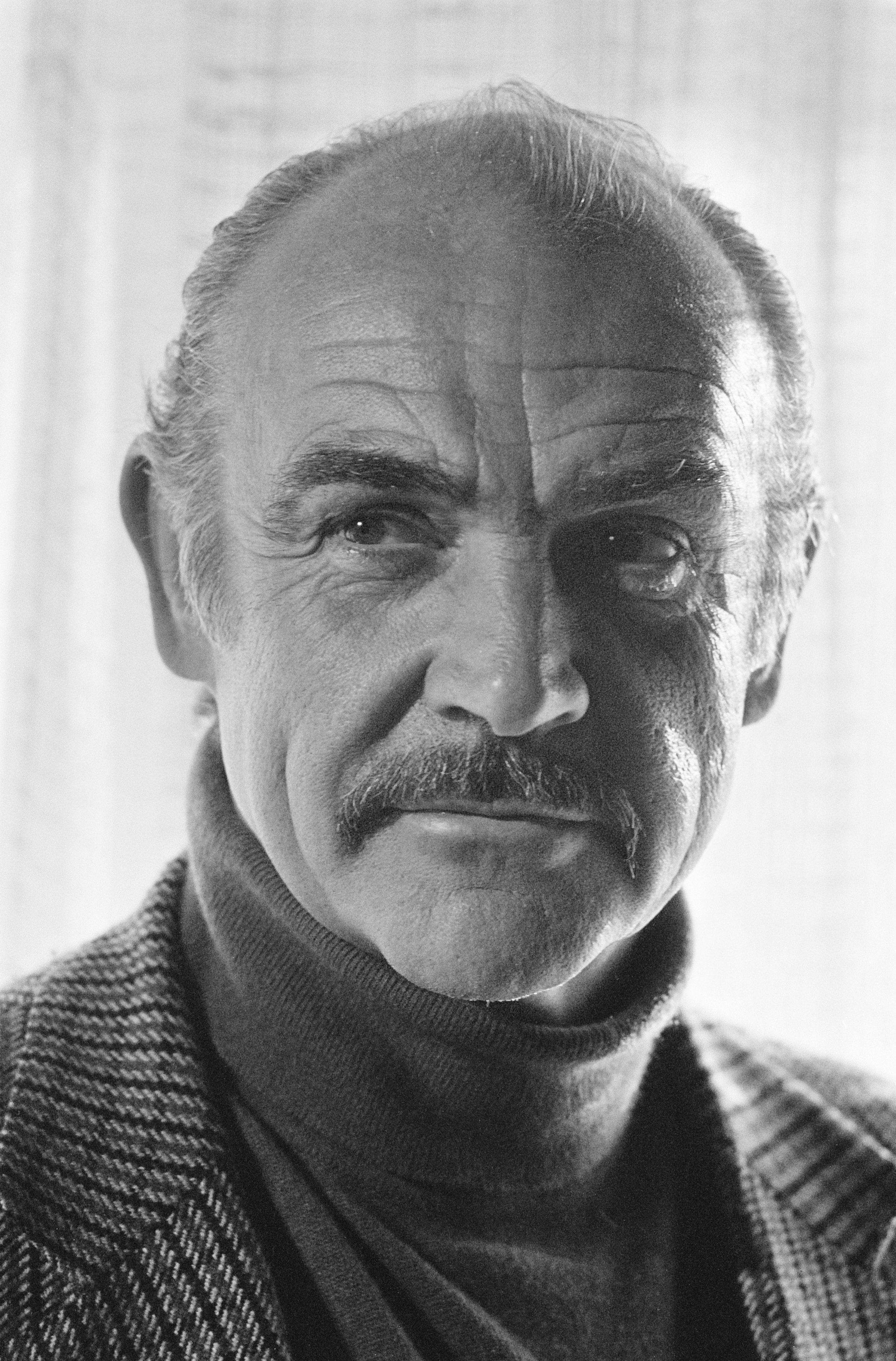
Президент 12-ї церемонії Сезара Шон Коннері

12-та церемонія вручення нагород премії «Сезар» Академії мистецтв та технологій кінематографа за заслуги у царині французького кінематографу за 1986 рік відбулася 7 березня 1987 року в Палаці конгресу (Париж, Франція). 
Церемонія проходила під головуванням британського актора Шона Коннері, розпорядниками та ведучими виступили Мішель Дрюкер та П'єр Чернія. Найкращим фільмом визнано стрічку Тереза режисера Алена Кавальє.

## Статистика
Фільми, що отримали декілька номінацій:
| Фільм                                        | Номінації | Перемоги |
| -------------------------------------------- | --------- | -------- |
| • Тереза / Thérèse                           | 10        | 6        |
| • Тридцять сім і два щоранку / 37°2 le matin | 9         | 1        |
| • Вечірня сукня / Tenue de soirée            | 8         | —        |
| • Жан де Флоретт / Jean de Florette          | 8         | 1        |
| • Мелодрама / Mélo                           | 8         | 2        |
| • Жінка мого життя / La Femme de ma vie      | 5         | 1        |
| • Близько півночі / Autour de minuit         | 4         | 2        |
| • Пірати / Pirates                           | 3         | 2        |
| • Погана кров / Mauvais Sang                 | 3         | —        |
| • Чорний переполох / Black Mic-Mac           | 2         | 1        |
| • Ненавиджу акторів / Je hais les acteurs    | 2         | —        |
| • Утікачі / Les Fugitifs                     | 2         | —        |
| • Шістка / Le Paltoquet                      | 2         | —        |

## Список лауреатів та номінантів
★Переможців виділено окремим кольором.

### Основні категорії
| Категорії                                       | Лауреати та номінанти                                                                                                 | Лауреати та номінанти                                                                                 | Лауреати та номінанти                                                                                 |
| ----------------------------------------------- | --- | --- | --- |
| Найкращий фільм                                 | ★ Тереза / Thérèse (реж.: Ален Кавальє)                                                                               | ★ Тереза / Thérèse (реж.: Ален Кавальє)                                                               | ★ Тереза / Thérèse (реж.: Ален Кавальє)                                                               |
| Найкращий фільм                                 | • Тридцять сім і два щоранку / 37°2 le matin (реж.: Жан-Жак Бенекс)                                                   | | |
| Найкращий фільм                                 | • Жан де Флоретт / Jean de Florette (реж.: Клод Беррі)                                                                | | |
| Найкращий фільм                                 | • Мелодрама / Mélo (реж.: Ален Рене)                                                                                  | | |
| Найкращий фільм                                 | • Вечірня сукня / Tenue de soirée (реж.: Бертран Бліє)                                                                | | |
| Найкраща режисерська робота                     | | ★ Ален Кавальє за фільм «Тереза»                                                                      | ★ Ален Кавальє за фільм «Тереза»                                                                      |
| Найкраща режисерська робота                     | • Жан-Жак Бенекс — «Тридцять сім і два щоранку»                                                                       | | |
| Найкраща режисерська робота                     | • Клод Беррі — «Жан де Флоретт»                                                                                       | | |
| Найкраща режисерська робота                     | • Ален Рене — «Мелодрама»                                                                                             | | |
| Найкраща режисерська робота                     | • Бертран Бліє — «Вечірня сукня»                                                                                      | | |
| Найкращий актор                                 | | ★ Данієль Отей — «Жан де Флоретт» (за роль Юголена)                                                   | ★ Данієль Отей — «Жан де Флоретт» (за роль Юголена)                                                   |
| Найкращий актор                                 | • Жан-Юг Англад — «Тридцять сім і два щоранку» (за роль Зорга)                                                        | | |
| Найкращий актор                                 | • Мішель Блан — «Вечірня сукня» (за роль Антуана)                                                                     | | |
| Найкращий актор                                 | • Андре Дюссольє — «Мелодрама» (за роль Марселя Блана)                                                                | | |
| Найкращий актор                                 | • Кристоф Малавуа — «Жінка мого життя» (La Femme de ma vie) (за роль Симона)                                          | | |
| Найкраща акторка                                | | ★ Сабіна Азема — «Мелодрама» (за роль Ромен Белькруа)                                                 | ★ Сабіна Азема — «Мелодрама» (за роль Ромен Белькруа)                                                 |
| Найкраща акторка                                | • Жульєт Бінош — «Погана кров» (за роль Анни)                                                                         | | |
| Найкраща акторка                                | • Джейн Біркін — «Жінка мого життя» (за роль Лаури)                                                                   | | |
| Найкраща акторка                                | • Беатріс Даль — «Тридцять сім і два щоранку» (за роль Бетті)                                                         | | |
| Найкраща акторка                                | • Міу-Міу — «Вечірня сукня» (за роль Монік)                                                                           | | |
| Найкращий актор другого плану                   | | ★ П'єр Ардіті — «Мелодрама» (за роль П'єра Белькруа)                                                  | ★ П'єр Ардіті — «Мелодрама» (за роль П'єра Белькруа)                                                  |
| Найкращий актор другого плану                   | • Жан Карме — «Утікачі» (за роль ветеринара Мартена)                                                                  | | |
| Найкращий актор другого плану                   | • Жерар Дармон — «Тридцять сім і два щоранку» (за роль Едді)                                                          | | |
| Найкращий актор другого плану                   | • Клод П'єплю (Claude Piéplu) — «Шістка» (Le Paltoquet) (за роль професора)                                           | | |
| Найкращий актор другого плану                   | • Жан-Луї Трентіньян — «Жінка мого життя» (за роль П'єра)                                                             | | |
| Найкраща акторка другого плану                  | | ★ Еммануель Беар — «Манон з джерела» (за роль Манон)                                                  | ★ Еммануель Беар — «Манон з джерела» (за роль Манон)                                                  |
| Найкраща акторка другого плану                  | • Клементін Селар'є (Clémentine Célarié) — «Тридцять сім і два щоранку» (за роль Анни)                                | | |
| Найкраща акторка другого плану                  | • Даніель Дар'є — «Місце злочину» (за роль бабусі)                                                                    | | |
| Найкраща акторка другого плану                  | • Марі Дюбуа — «Зішестя в пекло» (за роль Люсьєти Бюлеман)                                                            | | |
| Найкраща акторка другого плану                  | • Жанна Моро — «Шістка» (за роль власниці борделю)                                                                    | | |
| Найперспективніший актор                        | | ★ Ісаак де Банколе — «Чорний переполох» (Black Mic-Mac)                                               | ★ Ісаак де Банколе — «Чорний переполох» (Black Mic-Mac)                                               |
| Найперспективніший актор                        | • Кріс Кампйон (Cris Campion) — «Пірати»                                                                              | | |
| Найперспективніший актор                        | • Жан-Філіпп Екоффе (Jean-Philippe Écoffey) — «Вартовий ночі» (Gardien de la nuit)                                    | | |
| Найперспективніший актор                        | • Ремі Мартен (Rémi Martin) — «Сімейна рада»                                                                          | | |
| Найперспективніша акторка                       | | ★ Катрін Муше — «Тереза»                                                                              | ★ Катрін Муше — «Тереза»                                                                              |
| Найперспективніша акторка                       | • Маріанн Басле (Marianne Basler) — «Вулична дівка» (Rosa la rose, fille publique)                                    | | |
| Найперспективніша акторка                       | • Домінік Блан — «Жінка мого життя»                                                                                   | | |
| Найперспективніша акторка                       | • Жулі Дельпі — «Погана кров»                                                                                         | | |
| Найкращий оригінальний або адаптований сценарій | | ★ Ален Кавальє та Камілла де Казаб'янка (Camille de Casabianca) — «Тереза»                            | |
| Найкращий оригінальний або адаптований сценарій | • Клод Беррі та Жерар Браш — «Жан де Флоретт»                                                                         | | |
| Найкращий оригінальний або адаптований сценарій | • Франсіс Вебер — «Утікачі»                                                                                           | | |
| Найкращий оригінальний або адаптований сценарій | • Бертран Бліє — «Вечірня сукня»                                                                                      | | |
| Найкраща музика до фільму                       | | ★ Гербі Генкок — «Близько півночі» («Опівнічний джаз»)                                                | ★ Гербі Генкок — «Близько півночі» («Опівнічний джаз»)                                                |
| Найкраща музика до фільму                       | • Габріель Яред — «Тридцять сім і два щоранку»                                                                        | | |
| Найкраща музика до фільму                       | • Жан-Клод Петі (Jean-Claude Petit (compositeur)) — «Жан де Флоретт»                                                  | | |
| Найкраща музика до фільму                       | • Серж Генсбур — «Вечірня сукня»                                                                                      | | |
| Найкращий монтаж                                | ★ Ізабель Дідьє (Isabelle Dedieu) — «Тереза»                                                                          | ★ Ізабель Дідьє (Isabelle Dedieu) — «Тереза»                                                          | ★ Ізабель Дідьє (Isabelle Dedieu) — «Тереза»                                                          |
| Найкращий монтаж                                | • Моніка Прім — «Тридцять сім і два щоранку»                                                                          | | |
| Найкращий монтаж                                | • Арман Псенні — «Близько півночі»                                                                                    | | |
| Найкращий монтаж                                | • Клодін Мерлен (Claudine Merlin) — «Вечірня сукня»                                                                   | | |
| Найкраща операторська робота                    | ★ Філіпп Руссело — «Тереза»                                                                                           | ★ Філіпп Руссело — «Тереза»                                                                           | ★ Філіпп Руссело — «Тереза»                                                                           |
| Найкраща операторська робота                    | • Бруно Нюйттен — «Жан де Флоретт»                                                                                    | | |
| Найкраща операторська робота                    | • Жан-Ів Ескоф'є — «Погана кров»                                                                                      | | |
| Найкраща операторська робота                    | • Шарль Ван Дамм (фр.) — «Мелодрама»                                                                                  | | |
| Найкращі декорації                              | ★ П'єр Гюффруа — «Пірати»                                                                                             | ★ П'єр Гюффруа — «Пірати»                                                                             | ★ П'єр Гюффруа — «Пірати»                                                                             |
| Найкращі декорації                              | • Александр Тронер — «Близько півночі»                                                                                | | |
| Найкращі декорації                              | • Жак Солньє — «Мелодрама»                                                                                            | | |
| Найкращі декорації                              | • Бернар Евейн (Bernard Evein) — «Тереза»                                                                             | | |
| Найкращі костюми                                | ★ Ентоні Павелл — «Пірати»                                                                                            | ★ Ентоні Павелл — «Пірати»                                                                            | ★ Ентоні Павелл — «Пірати»                                                                            |
| Найкращі костюми                                | • Катрін Летер'є (Catherine Leterrier) — «Мелодрама»                                                                  | | |
| Найкращі костюми                                | • Івет Бонне — «Тереза»                                                                                               | | |
| Найкращий звук                                  | ★ Michel Desrois, William Flageollet, Бернар Леруа, Клод Вілланд (Claude Villand) — «Близько півночі»                 | ★ Michel Desrois, William Flageollet, Бернар Леруа, Клод Вілланд (Claude Villand) — «Близько півночі» | ★ Michel Desrois, William Flageollet, Бернар Леруа, Клод Вілланд (Claude Villand) — «Близько півночі» |
| Найкращий звук                                  | • П'єр Ґаме (Pierre Gamet), Домінік Еннекен (Dominique Hennequin), Лоран Квальйо (Laurent Quaglio) — «Жан де Флоретт» | | |
| Найкращий звук                                  | • Бернар Батс та Домінік Еннекен — «Вечірня сукня»                                                                    | | |
| Найкращий звук                                  | • Домінік Далмассо та Ален Лашассань — «Тереза»                                                                       | | |
| Найкращий дебютний фільм                        | ★ «Жінка мого життя» — реж.: Режис Варньє                                                                             | ★ «Жінка мого життя» — реж.: Режис Варньє                                                             | ★ «Жінка мого життя» — реж.: Режис Варньє                                                             |
| Найкращий дебютний фільм                        | • «Чорний переполох» — реж.: Тома Жилу (Thomas Gilou)                                                                 | | |
| Найкращий дебютний фільм                        | • «Ненавиджу акторів» (Je hais les acteurs) — реж.: Жерар Кравчик                                                     | | |
| Найкращий дебютний фільм                        | • «Чорне і біле» (Noir et Blanc (film)) — реж.: Клер Девер (Claire Devers)                                            | | |
| Найкращий короткометражний документальний фільм | Нагороду не присуджували                                                                                              | Нагороду не присуджували                                                                              | Нагороду не присуджували                                                                              |
| Найкращий короткометражний ігровий фільм        | ★ La goula (реж.: Роже Ґійо)                                                                                          | ★ La goula (реж.: Роже Ґійо)                                                                          | ★ La goula (реж.: Роже Ґійо)                                                                          |
| Найкращий короткометражний ігровий фільм        | • Білий Алжир / Alger la blanche (реж.: Сиріл Коллар)                                                                 | | |
| Найкращий короткометражний ігровий фільм        | • Гарний хлопчик / Bel ragazzo (реж.: Жорж Бенсуссан)                                                                 | | |
| Найкращий короткометражний ігровий фільм        | • Бокетта повертається з війни / Boccetta revient de guerre (реж.: Жан-П'єр Сінапі)                                   | | |
| Найкращий короткометражний ігровий фільм        | • Bol de jour (реж.: Анрі Грювман)                                                                                    | | |
| Найкращий короткометражний ігровий фільм        | • Deobernique (реж.: Селія Каннінґ, Раймон Гур'є)                                                                     | | |
| Найкращий короткометражний ігровий фільм        | • Жозеф М / Joseph M (реж.: Жак Клюзо)                                                                                | | |
| Найкращий короткометражний ігровий фільм        | • Лялька, яка кашляє / La poupée qui tousse (реж.: Фарід Лахуасса)                                                    | | |
| Найкращий короткометражний ігровий фільм        | • Міст / Le Bridge (реж.: Жиль Даньє)                                                                                 | | |
| Найкращий короткометражний ігровий фільм        | • Шантажист / Le maître-chanteur (реж.: Матіас Леду)                                                                  | | |
| Найкращий короткометражний ігровий фільм        | • Les arcandiers (реж.: Мануель Санчес)                                                                               | | |
| Найкращий короткометражний ігровий фільм        | • Pauline-épaulettes (реж.: Стефані де Марєй)                                                                         | | |
| Найкращий короткометражний ігровий фільм        | • На схилах / Sur les talus (реж.: Лоранс Феррейра Барбоза)                                                           | | |
| Найкращий короткометражний ігровий фільм        | • Синтетична оперета / Synthétique opérette (реж.: Олів'є Есмен)                                                      | | |
| Найкращий короткометражний ігровий фільм        | • Галюциногенний тореадор / Le torero hallucinogène (реж.: Стефан Клавьє)                                             | | |
| Найкращий короткометражний ігровий фільм        | • Потрійна секунда / Triple sec (реж.: Ів Тома)                                                                       | | |
| Найкращий короткометражний ігровий фільм        | • Дівчинка / Une fille (реж.: Анрі Герре)                                                                             | | |
| Найкращий короткометражний ігровий фільм        | • Замбінелла / Zambinella (реж.: Катрін К. Галоде)                                                                    | | |
| Найкращий короткометражний анімаційний фільм    | Нагороду не присуджували                                                                                              | Нагороду не присуджували                                                                              | Нагороду не присуджували                                                                              |
| Найкращий постер (фр. Meilleure Affiche)        | ★ «Тридцять сім і два щоранку» — Крістіан Блондель                                                                    | ★ «Тридцять сім і два щоранку» — Крістіан Блондель                                                    | ★ «Тридцять сім і два щоранку» — Крістіан Блондель                                                    |
| Найкращий постер (фр. Meilleure Affiche)        | • «Ненавиджу акторів» — Клод Мілле, Деніз Мілле                                                                       | | |
| Найкращий постер (фр. Meilleure Affiche)        | • «Жан де Флоретт» — Мішель Жуен                                                                                      | | |
| Найкращий постер (фр. Meilleure Affiche)        | • «Макс, моє кохання» — Андре Франсуа (André François (peintre))                                                      | | |
| Найкращий постер (фр. Meilleure Affiche)        | • «Тереза» — Жильбер Раффен                                                                                           | | |
| Найкращий франкомовний фільм                    | | | |
| Найкращий фільм іноземною мовою                 | ФРН ★ Ім'я троянди / Der Name der Rose (ФРН, Італія, Франція, реж. Жан-Жак Анно)                                      | ФРН ★ Ім'я троянди / Der Name der Rose (ФРН, Італія, Франція, реж. Жан-Жак Анно)                      | ФРН ★ Ім'я троянди / Der Name der Rose (ФРН, Італія, Франція, реж. Жан-Жак Анно)                      |
| Найкращий фільм іноземною мовою                 | США • Після роботи / After Hours (США, реж. Мартін Скорсезе)                                                          | | |
| Найкращий фільм іноземною мовою                 | США • Ханна та її сестри / Hannah and Her Sisters (США, реж. Вуді Аллен)                                              | | |
| Найкращий фільм іноземною мовою                 | Велика Британія • Місія / The Mission (Велика Британія, реж. Ролан Жоффе)                                             | | |
| Найкращий фільм іноземною мовою                 | США • Із Африки / Out of Africa (США, реж. Сідні Поллак)                                                              | | |

### Спеціальні нагороди
| Нагорода         | Лауреати | Лауреати        |
| ---------------- | -------- | --------------- |
| Почесний «Сезар» |          | ★ Жан-Люк Годар |